# Neurergus
Genre
Synonymes
- Rhithrotriton Nesterov, 1916
- Musergus Dubois & Raffaëlli, 2009

Neurergus est un genre d'urodèles de la famille des Salamandridae.

## Répartition
Les quatre espèces de ce genre se rencontrent dans l'est de la Turquie, dans le nord de l'Irak et dans le nord-ouest de l'Iran.

## Liste des espèces
Selon Amphibian Species of the World (28 février 2014) :
- Neurergus crocatus Cope, 1862
- Neurergus derjugini (Nesterov, 1916)
- Neurergus kaiseri Schmidt, 1952
- Neurergus strauchii (Steindachner, 1887)

## Publication originale
- Cope, 1862 : Notes upon Some Reptiles of the Old World. Proceedings of the Academy of Natural Sciences of Philadelphia, vol. 14, p. 337-344 & 594 (texte intégral).